# Žminj
Žminj est un village et une municipalité située en Istrie, dans le comitat d'Istrie, en Croatie. Au recensement de 2001, la municipalité comptait 3 347 habitants, dont 77,78 % de Croates et le village seul comptait 722 habitants.

## Localités
La municipalité de Žminj compte 33 localités :
| - Balići I - Benčići - Cere - Debeljuhi - Domijanići - Gradišće - Gržini - Jurići - Karlovići - Klimni - Krajcar Breg | - Krculi - Kresini - Križanci - Krničari - Kršanci - Laginji - Matijaši - Modrušani - Mužini - Orbanići - Pamići | - Pifari - Prkačini - Pucići - Rudani - Šivati - Tomišići - Vadediji - Vidulini - Zeci - Žagrići - Žminj |